# Louis Barthou

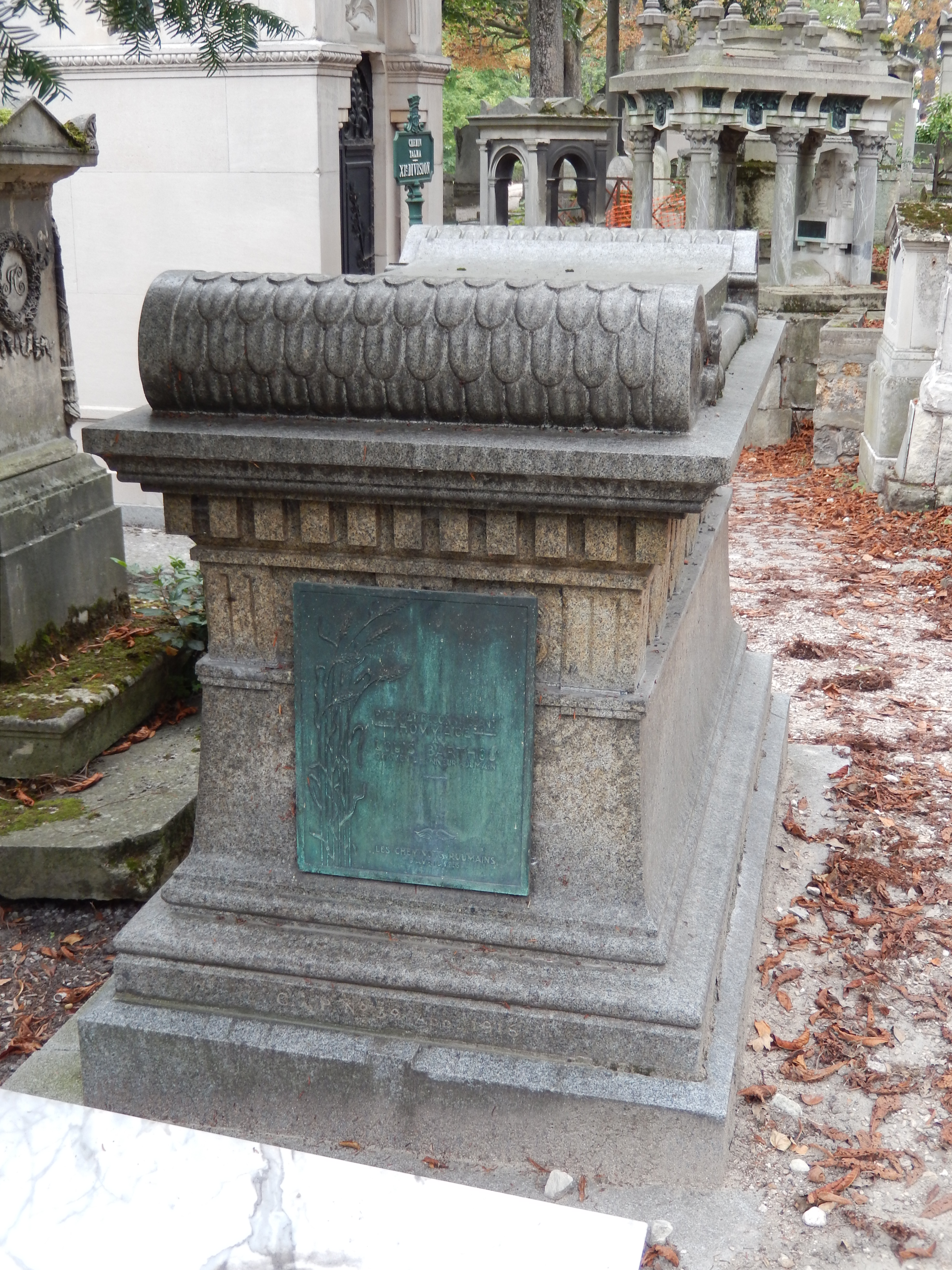
Louis Barthous grav.

Louis Barthou, född 25 augusti 1862 i Oloron-Sainte-Marie, Frankrike, död (mördad) 9 oktober 1934 i Marseille, var en fransk politiker.

## Biografi
Barthou praktiserade som advokat i Pau på 1880-talet, och därefter en tid i Paris. År 1889 invaldes han i deputeradekammaren, där han utmärkte sig genom sin vältalighet. Han var minister för offentliga arbeten i Charles Dupuys ministär 1894–1895, inrikesminister i Jules Mélines ministär 1896–1898 samt minister för offentliga arbeten 1906–1909 i Ferdinand Sarriens och Georges Clemenceaus kabinett. Han var även sigillbevarare (kansler) och justitieminister i Aristide Briands ministärer 1909–1910 och 1913. 
Barthou var konseljpresident och undervisningsminister från mars till december 1913, och efter vartannat utrikesminister och minister utan portfölj i Paul Painlevés ministär mellan september och november 1917. Han var ordförande i deputeradekammarens fredsutskott 1919, krigsminister i regeringen Briand 1921–1922, minister för Elsass-Lothringen och vice konseljpresident i ministären Raymond Poincaré 1922–1924. Han var dessutom medlem av senaten, ordförande i skadeståndskommissionen och delegerad vid Genuakonferensen 1922. År 1926 blev han åter justitieminister och minister för Elsass-Lothringen i ministärerna Poincaré och Briand och utrikesminister från februari till sin död i oktober 1934.
Barthou var en av den republikanska högerns ledare och förde senare en alltmer antiklerikal politik. Han var en av pådrivarna bakom de hårda villkoren i Versaillesfreden. Vid den jugoslaviske kungen Alexander I:s statsbesök 1934 mördades Barthou tillsammans med denne.
Barthou ägnade sig även med framgång åt författande, bland hans skrifter märks L'action syndicale (1904), Impressions et essais (1913), Mirabeau (1913), Lamartine orateur (1916), Lettres à un jeune français (1917), Les amours d'un poéte. Documents inédits sur Victor Hugo (1919) och Le traité de paix (1919). 1918 blev Barthou ledamot i Franska akademin.
Louis Barthou vilar på Père-Lachaise i Paris.